# غيدقة كلوسية
غيدقة كلوسية (الاسم العلمي: Hydrophis klossi) (بالإنجليزية: Kloss' Sea Snake)‏ هي نوع من الزواحف تتبع جنس الغيدقة من فصيلة العرابيد.